# Verbandsgemeinde Neuerburg
La comunità amministrativa di Neuerburg (Verbandsgemeinde Neuerburg) era una comunità amministrativa della Renania-Palatinato, in Germania.
Faceva parte del circondario dell'Eifel-Bitburg-Prüm.
A partire dal 1º luglio 2014 è stata unita alla comunità amministrativa di Irrel per costituire la nuova comunità amministrativa Südeifel.

## Suddivisione
Comprendeva 49 comuni:
- Affler
- Altscheid
- Ammeldingen an der Our
- Ammeldingen bei Neuerburg
- Bauler
- Berkoth
- Berscheid
- Biesdorf
- Burg
- Dauwelshausen
- Emmelbaum
- Fischbach-Oberraden
- Geichlingen
- Gemünd
- Gentingen
- Heilbach
- Herbstmühle
- Hommerdingen
- Hütten
- Hüttingen bei Lahr
- Karlshausen
- Keppeshausen
- Körperich
- Koxhausen
- Kruchten
- Lahr
- Leimbach
- Mettendorf
- Muxerath
- Nasingen
- Neuerburg (città)
- Niedergeckler
- Niederraden
- Niehl
- Nusbaum
- Obergeckler
- Plascheid
- Rodershausen
- Roth an der Our
- Scheitenkorb
- Scheuern
- Sevenig bei Neuerburg
- Sinspelt
- Übereisenbach
- Uppershausen
- Utscheid
- Waldhof-Falkenstein
- Weidingen
- Zweifelscheid

Capoluogo e centro maggiore era Neuerburg.